# Rugby (North Dakota)
Rugby is een plaats (city) in de Amerikaanse staat North Dakota, en valt bestuurlijk gezien onder Pierce County.

## Demografie
Bij de volkstelling in 2000 werd het aantal inwoners vastgesteld op 2939.
In 2006 is het aantal inwoners door het United States Census Bureau geschat op 2647, een daling van 292 (-9,9%).

## Geografie
Volgens het United States Census Bureau beslaat de plaats een oppervlakte van
5,0 km², geheel bestaande uit land. Rugby ligt op ongeveer 472 m boven zeeniveau.

## Plaatsen in de nabije omgeving
De onderstaande figuur toont nabijgelegen plaatsen in een straal van 32 km rond Rugby.